# Herb gminy Igołomia-Wawrzeńczyce
Herb gminy Igołomia-Wawrzeńczyce – jeden z symboli gminy Igołomia-Wawrzeńczyce, ustanowiony 29 stycznia 2002.

## Wygląd i symbolika
Herb przedstawia na tarczy koloru błękitnego dwa złote skrzyżowane berła, a nad nimi pół srebrnej lilii heraldycznej ze złotym pierścieniem. Kolor błękitny nawiązuje do własności kościelnej terenów gminy, berła do związków z Uniwersytetem Jagiellońskim, natomiast lilia to połowa herbu Gozdawa.